# Malab al-Hasan
Malab al-Hasan – wielofunkcyjny stadion w mieście Irbid, w Jordanii. Jest obecnie używany głównie dla meczów piłki nożnej. Swoje mecze rozgrywa na nim drużyna piłkarska Al-Arabi al-Urdunni. Stadion może pomieścić 15 000 widzów.